# 包镇区
包鎮為緬甸馬圭省木各具縣的鎮區。2014年人口171,514人，區域面積2,452.8平方公里。該鎮下分129個村莊。包為該鎮之首府。
包鎮座標區域範圍於北緯21度10分至21度49分、東經94度18分至94度44分之間。鳩河為該鎮的主要河流。

## 毗鄰
與包鎮相鄰的地區有：
- 瑟普鎮：位在包鎮南邊
- 索鎮：位在包鎮西邊
- 提林鎮：位在包鎮西北邊
- 甘高鎮：位在包鎮北邊
- 實皆省勃萊鎮：位在包鎮北邊
- 棉因鎮：位在包鎮東邊
- 木各具鎮：位在包鎮東南邊

## 外部連結
- "Pauk Google Satellite Map" （页面存档备份，存于） map of administrative area with listing of principal settlements, from Maplandia
- "Map of Pauk Township"